# Недін Лариса Миколаївна
Лари́са Микола́ївна Не́дін (нар. 1 лютого 1965, смт Овідіополь Одеська область) — українська актриса, театральний педагог, письменниця, журналістка, громадський діяч. Заслужена артистка України, член Національної спілки письменників України, Національної спілки театральних діячів України, член правління ТС «Асоціація діячів естрадного мистецтва України». Лауреат національних і міжнародних конкурсів і премій.

## Життєпис
Закінчила середню школу із золотою медаллю.
У 1984—1988 навчалась у Київському державному інституті театрального мистецтва ім. І. К. Карпенка-Карого (нині Національний університет театру, кіно, і телебачення ім. І. К. Карпенка-Карого) на акторському факультеті в майстерні професора Леоніда Олійника.
1988—1991 — актриса чернівецького музично-драматичного театру ім. О. Кобилянської.
З 1991 — актриса столичного театру-студії «Будьмо!» під керівництвом продюсера і режисера Сергія Проскурні. Паралельно співпрацювала з американським театром «Група Яра» (засновник і режисер Вірляна Ткач) американського Центру «Ля Мама» (м. Нью-Йорк).
З 1992 співпрацює за ангажементом зі столичним театром «Сузір'я». З цього ж року розпочалася співпраця з Українським радіо.
З 1993 працювала у системі Держтелерадіо ведучою телевізійних і радіопрограм. З 1995 обіймала керівні посади, очолюючи редакції культурологічних, мистецьких, розважальних передач.
З 2017 — в системі НСТУ.
Понад 20 років була ведучою популярних радіопередач «Від суботи до суботи», «А ми до вас в ранковий час», «І знову зустріч», «Найкращі пісні минулого століття», популярною залишається авторська програма «Вечірній клуб актриси Лариси».
За роки праці на Українському радіо брала участь у багатьох радіопостановках за творами українських та зарубіжних авторів.

## Творчість
З Українським радіо і телебаченням співпрацює зі студентської лави. У різні роки готувала до ефіру і вела передачі: «Студія „Ярославів Вал“», «На вістрі часу», «Шанс», «Добридень», «Веселий ярмарок», «Радіокафе „Усмішка“», «Ритм. Мелодія. Настрій», «Моя любов — Україна», «Найкращі пісні минулого століття», «Мистецька афіша». Авторка восьми книжок для дітей, двох поетичних і прозової збірок.
У театрі зіграла близько 20-ти ролей у театрах Чернівців, Києва, Нью-Йорка, знялась у семи художніх фільмах, у «Радіотеатрі» створила низку моновистав, понад 30 ролей у радіопостановках. Журналістську роботу на радіо поєднує з викладацькою. Улюблені журналістські теми: духовність, культурно-мистецький світогляд людини; мистецтво, як невід'ємна складова виховання дітей, молоді.
У творчому доробку ролі: Галя (Т. Шевченко «Назар Стодоля»), Закохана (вистава за народними джерелами «Українські вечорниці»), Настка (О. Кобилянська «У неділю рано зілля копала»), Співачка (мюзикл Ж. Савважон «Чао!»), Жінка, яка приносить добрі вісті (О. Володір «Мати Ісуса»), Тоня Полужан(А. Рибаков «Діти Арбату»), Ганна (Л. Разумовська «Сестри» або «Сад без землі»), Христонька (М. Куліш «Отак загинув Гуска»), Настенька (В. Сологуб «Ох, водевіль, водевіль»), Оленка (А. Шиян «Котигорошко»), Софія (Б. Бойчук «Регіт»), Зірка (А. Дяченко «Етуаль»), вистава-геппенінг, присвячена пам'яті Сергія Параджанова «Віримо, що не помрем», актриса Любов Гаккебуш (вистава за щоденниками Леся Курбаса «Світло зі Сходу»), Бабуся, Дівчина (В. Ткач «Водоспад-відблиски»), моновистава «Невідома легенда про Клавдію Прокулу, дружину Понтія Пілата, про Понтія Пілата та Ісуса Христа» за кіноповістю В. Ілляшенка, моновистава «Поза зоною досяжності, або Magdalina.com.ua» за драматичною поемою Марії Морозенко.
Знялася в художніх фільмах: «Страчені світанки», реж. Г. Кохан; «Сьомий маршрут», реж. М. Іллєнко, «Кирпатий Мефістофель», реж. Ю. Ляшенко; «Декілька любовних історій», реж. А. Бенкендорф, «Притча про Світлицю», реж, В. Ілляшенко, у телевізійному проекті «Реальна містика» фільми «Перстень Чорногора», «Куліш», «Хазяїн дому» та ін.
Веде активну концертну діяльність, є постійною ведучою всеукраїнських конкурсів і фестивалів «Пісенний вернісаж», «Дитячий пісенний вернісаж», «Українська родина», «Веселі канікули осені», «Боромля», «Трускавецька фієста», «Фантазії моря», «Літні тони» та ін.
У творчому доробку сольний аудіоальбом естрадних пісень «Бажаю щастя»; музичний фільм «Пісні Анатолія Горчинського співає Лариса Недін»; виконавиця й автор проекту сучасного українського міського романсу «Цілую усмішку твою» у Національній філармонії України (1998), аудіоальбом з такою ж назвою; «Вечір сучасних українських духовних пісень та романсів» у Київській міській Галереї мистецтв «Лавра» (1999), аудіоальбом з такою ж назвою.

## Публікації, друковані видання
Книжки для дітей:
1. «Дякую Тобі, Боже» — вид. «Криниця» (2001);
2. «Хитре Лисенятко» — вид. «Коло», м. Дрогобич (2004);
3. «Святий Миколай» — вид. Європейський Університет, м. Київ (2005);
4. «Пори року» — вид. Європейський Університет, м. Київ (2006);
5. «Христос Воскрес!» — Фонд ім. Арсена Монастирського ЛФ ТзОВ «КанцОптТорг», м. Тернопіль (2008);
6. «Осінній перелив» — збірник пісень для дітей В. Сторонського на вірші Л. Недін, м. Дрогобич (2010);
7. «Рік Господь благословляє» — м. Борислав (2011);
8. Л. Недін «Передчуття Свята» — казки та оповідки, вірші і пісні. Дитяча література. Київ, вид. «Криниця» (2015).

Поетичні збірки:
1. «Світ приречений на гріховність» — вид. «Молодь» (1997);
2. «Душі моєї оркестри» — вид. І П Ш І «Наука і Освіта» (2005);
3. «У сонцесяйність завтрашнього дня» — вид. Євинок, Житомир (2019)

Поетичні твори ввійшли до багатьох антологій і колективних збірників.
Проза: «Дощ змиває всі сліди» — Київ (2006).
Проза Л. Недін ввійшла до: «Свічадо Зореслова» — посібник — хрестоматія зі сценічної мови для студентів вищих навчальних закладів культури і мистецтв. Упорядники Гнатюк І. І., Сулятицький М. І. Рекомендовано Міністерством освіти і науки України як навчальний посібник для студентів і викладачів вищих навчальних закладів (2011).
Віршована казка «Хвалькуватий горобець» Л. Недін ввійшла до: «Книжка для додаткового читання. 1 клас.»
Серія «Нова українська школа», в-о «Грамота», Київ (2018).
Упорядники Н. Богданець-Білоскаленко, Св. Романюк.
За програмою Міністерства освіти і науки України.
Вірші, казки Л. Недін ввійшли до: «У барвистому віночку» — хрестоматія-посібник українських фольклорних і авторських творів для роботи з дітьми у навчальних закладах для студентів, викладачів і вихователів. Упорядник Н. Богданець-Білоскаленко, Київ (2012). За програмою Міністерства освіти і науки, молоді та спорту України.
Поезія Л.Недін ввійшла до Антології «Українські поети 19—21 століття. Книга про батька.» Київ, видавництво «Криниця», 2013. За Державною програмою.
Ролі Л.Недін в «Радіотеатрі» (радіовистави):
1. Мавра, « У неділю рано зілля копала», О.Кобилянська, радіоінсценівка С.Ґудзь-Войтенко, реж.-пос. В'ячеслав Глушенко;
2. Княгиня Ольга, «Регентка» І.Павлюк, історична поетична драма, реж.-пос. К. Шугаєва;
3. Анна, « Камінний господар» Л.Українка, реж.-пост. Нат. Стрижевська;
4. Мотря Кочубеївна, «Мазепа» Леонід Горлач, історична драма, реж.-пос. Н.Стрижевська;
5. Моновистава «Княгиня Ольга» за однойменною драматичною поемою М.Морозенко, реж.-пост. В.Обручов;
6. Моновистава «Роксолана» за драматичною поемою Л.Пилип'юк, реж.-пост. Зінаїда Журавльова;
7. Моновистава «Таїс» за однойменним романом Анатоля Франса, реж.-пос. — Катерина Шугаєва;
8. Моновистава «Герцогиня і банкір» за однойменним твором Вірджинії Вульф;
9. Інна, «Закон» В.Винниченко, реж.-пост. Н. Стрижевська;
10. Доля, «Бут» І.Павлюк, історична драма, реж.-пос. Н.Стрижевська;

Участь у журі
1. Постійний член журі Чернівецького театрального фестивалю «Золоті оплески Буковини» (з 2012);[джерело?]
2. Член журі у номінації «П'єси» Міжнародного літературного конкурсу «Коронація Слова» (з 2014);[джерело?]
3. Член журі Всеукраїнського конкурсу професійних акторів-читців ім. І. Франка (2018);[джерело?]
4. Член журі Всеукраїнського фестивалю мистецтв «Майбутнє України — діти» (2019).[джерело?]
5. Член журі Міжнародного фестивалю культури «Гребінчині вечорниці»(2017)

## Театральний педагог
Впродовж професійного життя активно займається театральною педагогікою. З 2008 р. викладає у Національному університеті театру кіно і телебачення ім. І. К. Карпенка-Карого дисципліни: майстерність роботи актора з мікрофоном, озвучка і дубляж (авторська програма); основи майстерності теле- радіо ведучого (авторська програма); сценічна мова. Вихованці Л.Недін успішно працюють в театрі, кінематографі, у сфері теле-, радіо індустрії.[джерело?]

## Громадська діячка
Заступниця голови творчого об'єднання літератури для дітей Київської організації Національної спілки письменників України.

## Нагороди і відзнаки
- Лауреат Всеукраїнського конкурсу акторів-читців ім. Тараса Шевченка
- Лауреат літературної премії ім. Андрія Малишка[5]
- Лауреат театральної премії ім.. Михайла Старицького[5]
- Лауреат Міжнародної мистецької премії ім. Семена Гулака-Артемовського[5]
- Лауреат Міжнародної мистецької премії «Тріумф»[5]
- Нагороджена Медаллю Українського Фонду Культури «За високий професіоналізм»[джерело?]
- Диплом «Обличчя України» за Всеукраїнською програмою «Золотий фонд нації»[джерело?]
- Заслужена артистка України (1997)